# Sowjetische Badmintonmeisterschaft 1974
Die Sowjetische Badmintonmeisterschaft 1974 fand vom 18. bis zum 22. November 1974 in Baku statt.

## Die Sieger und Platzierten
| Disziplin    | Gold                                   | Silber                           | Bronze                            |
| ------------ | -------------------------------------- | -------------------------------- | --------------------------------- |
| Herreneinzel | Konstantin Vavilov                     | Nikolay Peshekhonov              | Anatoli Skripko                   |
| Dameneinzel  | Ludmila Markova                        | Nina Kosyak                      | Irina Shevchenko                  |
| Herrendoppel | Konstantin Vavilov Nikolay Peshekhonov | Anatoli Skripko Semjon Rosin     | Nikolai Nikitin Nikolai Balakirev |
| Damendoppel  | Ludmila Markova Reet Kull              | Natalja Damaskina Alla Zvonareva | Olga Dubrovina Tatjana Peshkova   |
| Mixed        | Konstantin Vavilov Natalja Damaskina   | Anatoli Skripko Alla Zvonareva   | Viktor Shvachko Irina Shevchenko  |